# William J. Keating
William John Keating (ur. 30 marca 1927 w Cincinnati, zm. 20 maja 2020 tamże) – amerykański polityk, członek Partii Republikańskiej.

## Działalność polityczna
W okresie od 3 stycznia 1971 do rezygnacji 3 stycznia 1974 przez dwie kadencje był przedstawicielem 1. okręgu wyborczego w stanie Ohio w Izbie Reprezentantów Stanów Zjednoczonych. 